# Коста, Дон
Доминик П. Коста (англ. Dominick P. Costa; Пустой шаблон {{ВД-Преамбула}} ) — американский джазовый музыкант, композитор, аранжировщик и музыкальный продюсер. Работал с такими артистами Фрэнк Синатра, Пол Анка, Барбра Стрейзанд и Дин Мартин. Номинант премии «Грэмми».
Дон Коста — отец певицы Никки Коста.